# Porto de Imbituba
O Porto de Imbituba está localizado numa enseada aberta, junto à ponta de Imbituba, no município homônimo, no litoral sul do estado brasileiro de Santa Catarina.
O porto é administrado por delegação pelo Estado de Santa Catarina, por intermédio da empresa SCPar Porto de Imbituba S.A., subsidiária integral da holding estadual SC Participações e Parcerias S.A..
No Porto está o marégrafo de Imbituba, utilizado como datum altimétrico ou superfície de referência que define altitude de pontos da superfície terrestre no Brasil. É parte da materialização da rede de marégrafos que monitoram o nível médio do mar (NMM). Está lá porque foi assim definido pelo CNG em 1959 como o ponto menos variável da costa brasileira.

## Origem

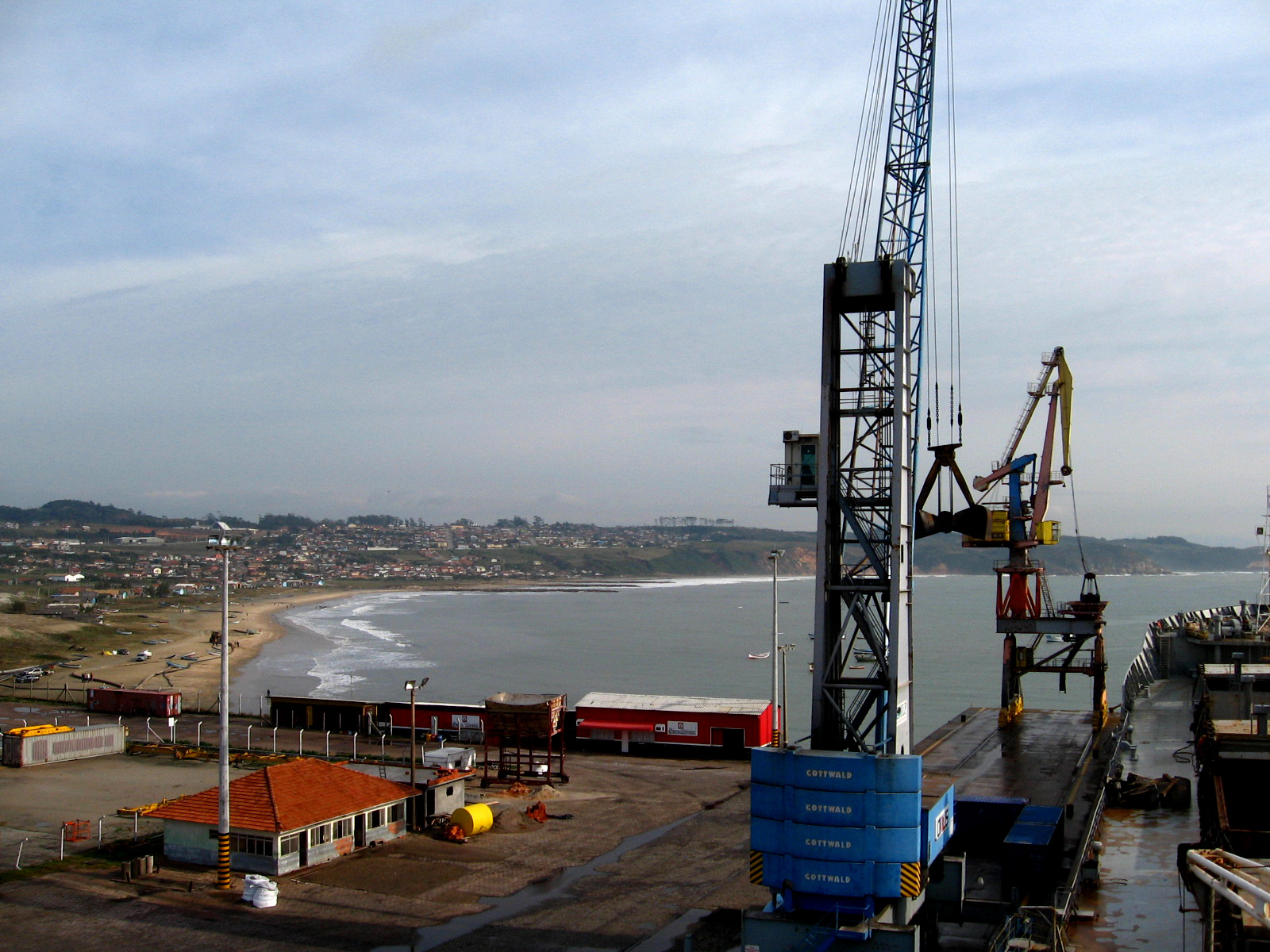
Porto de Imbituba

O porto de Imbituba foi construído pelos ingleses em 1880 para escoar a produção de carvão extraído nas minas na cabeceira do Rio Tubarão e transportado pela Estrada de Ferro Donna Thereza Christina. No início do século XX, a concessão das minas de carvão e da ferrovia foi transferida para a firma carioca Lage & Irmãos, que também assumiu o porto.
Com a ampliação das atividades carboníferas em Santa Catarina e a persistência do problema do porto de laguna, mesmo com todo o investimento feito pelo governo federal, a Lage & Irmãos resolveu ampliar o porto de Imbituba para atender quase que exclusivamente aos seus navios, o estaleiro na Ilha do Viana no Rio de Janeiro e a futura siderurgia. No dia 3 de novembro de 1922, foi fundada a Companhia Docas de Imbituba (CDI), que nasceu assumindo toda a área portuária (principalmente o quebra-mar em construção) e as instalações existentes."
Com a descoberta das jazidas de carvão no sul do estado de Santa Catarina no final do século XIX, Imbituba foi escolhida para local do porto de escoamento desse mineral, que seria transportado desde as minas por uma estrada de ferro então em construção. Entretanto, como os projetos de lavra não prosperaram de imediato, a implantação das instalações portuárias teve início somente no decorrer do ano de 1919.
Em 1922 foi criada a Companhia de Mineração de Carvão do Barro Branco e, em 12 de novembro do mesmo ano, surgiu a Companhia Docas de Imbituba, que viria a obter, pelo Decreto nº 7.842, de 13 de setembro de 1941, a concessão para executar os melhoramentos e explorar comercialmente o porto. Nessa nova fase das obras, os primeiros 100m do cais de atracação foram inaugurados em 4 de maio de 1942.

## Administração
A Companhia Docas de Imbituba é uma empresa de Capital Aberto com concessão para exploração comercial do Porto de Imbituba até dezembro de 2012. Era, até então, o único porto Público do país administrado por uma empresa privada.
Em dezembro de 2012, a administração do Porto de Imbituba foi delegada ao Estado de Santa Catarina, por intermédio da empresa SC Par Porto de Imbituba S.A., subsidiária integral da holding estadual SC Participações e Parcerias S.A.

## Área de influência
É compreendida pelos estados de Santa Catarina, Paraná e Rio Grande do Sul.

## Área do porto organizado
Conforme a Portaria-MT nº 1.040, de 20 de dezembro de 1993 (D.O.U. de 22 de dezembro de 1993), a área do porto organizado de Imbituba, no estado de Santa Catarina, é constituída:
a) pelas instalações portuárias existentes no município de Imbituba, inscrita na poligonal que contém a superfície contornada pela linha que se inicia na lateral externa da raiz do molhe de Imbituba e se desenvolve pela costa até encontrar a Av. Manuel Florentino Machado e, sobre essa, se prolonga até os limites com a ICC, fechando com linha reta imaginária até o ponto inicial, distinguindo-se sobre o seu curso o Saco Cova do Boi, Saco da Cabra, Ponta do Ferreira e Pontal, abrangendo todos os cais, docas, pontes e píeres de atracação e de acostagem, armazéns, edificações em geral e vias internas de circulação rodoviária e ferroviária e ainda os terrenos ao longo dessas áreas e em suas adjacências pertencentes à União, incorporados ou não ao patrimônio do porto de Imbituba ou sob sua guarda e responsabilidade;
b) pela infra-estrutura de proteção e acessos aquaviários, compreendendo as áreas de fundeio, bacias de evolução, canal de acesso e áreas adjacentes a esse até as margens das instalações terrestres do porto organizado, conforme definido no item "a" acima, existentes ou que venham a ser construídas e mantidas pela Administração do Porto ou por outro órgão do poder público.

## Acessos
- Rodoviário - pela BR-101, ligada à cidade de Imbituba pela SC-435, num percurso de 5 km, e na área urbana, por qualquer das avenidas: Manuel Florentino Machado (sul) e Marieta Konder Bornhausen (norte). A BR 101 se encontra em estágio avançado de duplicação, facilitando o acesso de cargas via rodoviária ao porto.
- Ferroviário - pela Estrada de Ferro Tereza Cristina S/A, malha Tereza Cristina, antiga Superintendência Regional Tubarão (SR 9), da Rede Ferroviária Federal S.A. (RFFSA).
- Marítimo - o porto, localizado em uma enseada aberta, não possui barra de entrada nem canal de acesso. A tranqüilidade das águas é obtida por um molhe de abrigo com 845m de comprimento, sendo a profundidade mínima na área de 13m.

São 300 metros de acesso aberto pelo mar.

## Facilidades
Fornecimento de água a navios ao longo do cais em sete pontos, de 12,5m3/h cada um.
- Fornecimento de energia elétrica por meio de sete tomadas de 220V.
- Iluminação de vapor de mercúrio.
- Tomadas para contêiner frigorificado: 48 tomadas de 440V.

## Fluxo de cargas no ano 2000
O porto de Imbituba movimentou, no cais público, 1.156.047 toneladas de cargas.

## Porto de Imbituba encerra 2016 com crescimento de 40% na movimentação de cargas
O Porto de Imbituba inicia 2017 com um excelente balanço dos resultados operacionais, socioambientais e de infraestrutura que conquistou no último ano. Mês a mês, a quebra de recordes em movimentação de cargas garantiu o alcance inédito do total de 4,8 milhões de toneladas transportadas, o que representa crescimento de 40% em relação a 2015. No acumulado dos últimos quatro anos, desde que o Governo do Estado, através da SCPar Porto de Imbituba, assumiu a administração portuária, houve crescimento de 133% na movimentação de cargas.